# 帕特里克·杰伊·赫尔利

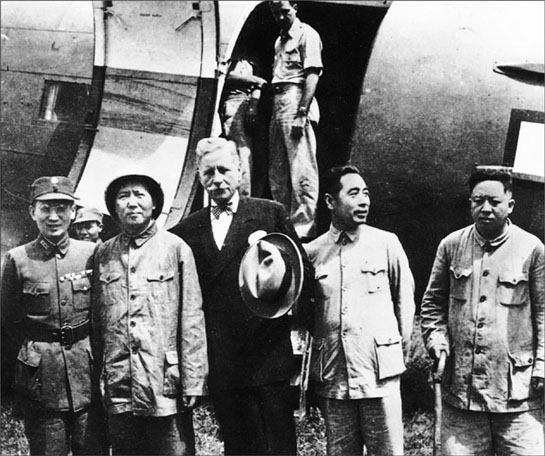
1945年8月赫尔利（中）去延安接毛泽东赴重庆谈判

帕特里克·杰伊·赫尔利（英語：Patrick Jay Hurley，1883年1月8日—1963年7月30日），美国軍人、政治家、外交官、律师。

## 生平
1883年出生於今奧克拉荷馬州，1905年從貝孔學院畢業，1913年從喬治華盛頓大學取得第二個學位，曾於赫伯特·胡佛總統任內出任美國戰爭部長。
1944年11月8日，美國總統特使赫爾利與毛澤東、周恩來、朱德談話，赫爾利宣讀由他起草之《為著協定的基礎》：「一、中國政府與中國共產黨，將共同工作，來統一在中國的一切軍事力量，以便迅速擊敗日本與重建中國。二、中國共產黨軍隊，將遵守與執行中央政府及其軍事委員會的命令。三、中國政府與中國共產黨將擁護為了在中國建立民有、民治、民享的孫中山的原則。雙方將遵行為了提倡進步與政府民主程序的發展的政策。四、在中國，將只有一個國民政府和一個軍隊，共產黨軍隊的一切軍官與一切士兵，當被中央政府改組時，將依照他們在全國軍隊中的職位，得到一樣的薪俸與津貼，共產黨軍隊的一切組成部分，將在軍器與裝備的分配中得到平等待遇。五、中國政府承認中國共產黨的政黨地位，並將承認中國共產黨作為一個政黨的合法地位。中國一切政黨，將獲得合法地位。」:24111月10日，毛澤東同赫爾利談話，雙方經過討論修改協定草案，毛澤東代表中共中央在協議上簽字：「一、中國政府中國國民黨與中國共產黨應共同工作，統一中國一切軍事力量，以便迅速擊敗日本與重建中國。二、現在的國民政府應改組為包含所有抗日黨派和無黨派政治人物的代表的聯合國民政府，並頒佈及實行用以改革軍事政治經濟文化的新民主政策。同時，軍事委員會應改組為由所有抗日軍隊代表所組成的聯合軍事委員會。三、聯合國民政府應擁護孫中山先生在中國建立民有民享民治之政府的原則。聯合國民政府應實行用以促進進步與民主的政策，並確立正義、思想自由、出版自由、言論自由、集會結社自由、向政府請求平反冤抑的權利、人身自由與居住自由。聯合國民政府亦應實行用以有效實現下列兩項權利：即免除威脅的自由和免除貧困的自由之各項政策。四、所有抗日軍隊應遵守與執行聯合國民政府及其聯合軍事委員會的命令，並應為這個政府及其軍事委員會所承認，由聯合國得來物資應被公平分配。五、中國聯合國民政府承認中國國民黨、中國共產黨及所有抗日黨派的合法地位。」:244-245
1945年，任美国驻中华民国大使，任內曾试图调停國共衝突未遂。1945年11月辞去大使职位。1946年，1948年及1952年年三次作为共和党代表新墨西哥州的参议员候选人，但均未能当选。